# 于克利耶
于克利耶（法語：Hucqueliers，法語發音：[ykəlje]）是法国加来海峡省的一个市镇，属于蒙特勒伊区。

## 地理
于克利耶（50°34'8"N, 1°54'23"E）面积7.62 平方千米，位于法国上法蘭西大區加来海峡省，该省份为法国北部沿海省份，西北濒北海，南至索姆省，东临北部省。
与于克利耶接壤的市镇（或旧市镇、城区）包括：布尔特、普勒尔、比蒙、马南冈、维坎冈。

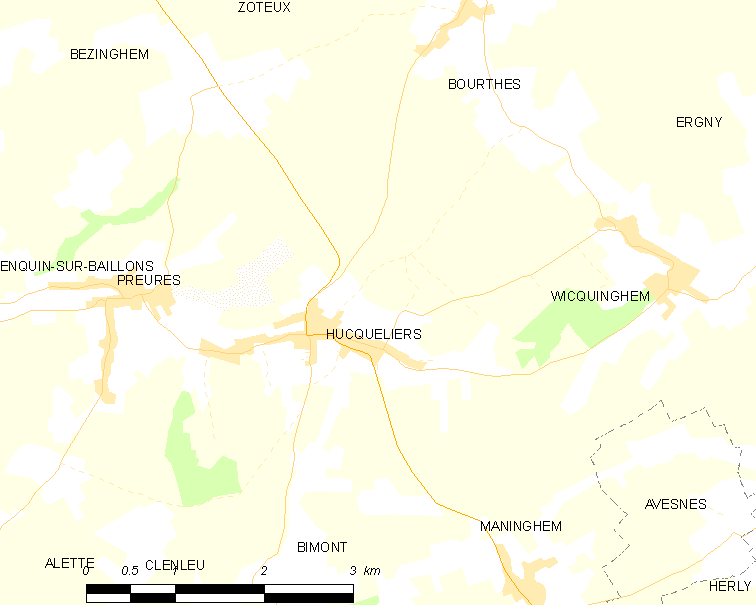
于克利耶的OSM定位图

于克利耶的时区为UTC+01:00、UTC+02:00（夏令时）。

## 行政
于克利耶的邮政编码为62650，INSEE市镇编码为62463。

## 政治
于克利耶所属的省级选区为兰布尔县。

## 人口

1962-2008年间于克利耶人口变化图示

于克利耶于2022年1月1日时的人口数量为490人。